# Pearl Drums
Pour les articles homonymes, voir Pearl.
 (avril 2016).
Si vous disposez d'ouvrages ou d'articles de référence ou si vous connaissez des sites web de qualité traitant du thème abordé ici, merci de compléter l'article en donnant les références utiles à sa vérifiabilité et en les liant à la section « Notes et références ».
Pearl Corporation est une entreprise japonaise, leader mondial de la production de percussions en tout genre, et plus particulièrement des batteries.

## Histoire
Pearl Instrument est créé en avril 1946 par Katsumi Yanagisawa dans un petit atelier de Sumida près de Tokyo, pour commercialiser des pupitres à l'intention des musiciens. 4 ans plus tard, M. Yanagisawa se met à la fabrication de percussions et change le nom de sa société en Pearl Industries. 3 ans plus tard, elle devient la Pearl Musical Instrument Company et produit toutes sortes de percussions pour le Japon (essentiellement destinées aux écoles), s'intéressant dès l'année suivante au marché américain. C'est en 1959 qu'un de ses amis, propriétaire d'un magasin de musique, suggère fortement à Yanagisawa de se vouer à la batterie. La réussite est immédiate et le jeune entrepreneur comprend tout l'intérêt de ce secteur dans lequel il s'investit à fond.
En 1957, son fils aîné, Mitsuo, crée le département export. 5 ans plus tard, il inaugure une toute nouvelle usine de 4 500 m2 à Chiba (Japon) qui reste aujourd'hui encore le siège social de la société. Mais il faudra attendre 1966 pour que Pearl commercialise un kit de batterie professionnel sous sa propre marque, le Pearl President. L'entreprise, qui ne cesse de prospérer, ouvre une deuxième usine en 1968; mais le coût de la main d'œuvre japonaise ayant fortement augmenté, la production est délocalisée à Taiwan dès 1973.
Au cours des années 1970, Pearl imagine des toms en fibre de verre (Image Creator) et même une ligne en plexiglas (Crystalite), et en 1973, Pearl lance la "Crystal Beat", une batterie dans la même idée que la Crystalite, mais cette fois ci, ce modèle est encore disponible de nos jours. Des innovations constantes qui les conduisent à proposer également une caisse claire en cuivre (Jupiter). Au fil du temps, et c'est une des raisons du formidable succès de l'entreprise, ils s'attachent à la collaboration des plus grands musiciens du moment, dont Louie Bellson, Art Blakey, Chester Thompson, Jeff Porcaro, Phil Collins, Ian Paice, pour n'en citer que quelques-uns. Des batteurs qui participent activement au développement des nouveaux produits, ligne de force de la politique de Pearl dont les nombreuses inventions sont devenues des standards de la batterie actuelle.
Aujourd'hui, Pearl demeure la plus grande fabrique de batteries au monde avec des usines et des bureaux à Taiwan, au Japon ainsi qu'aux États-Unis. À noter que la marque fabrique la totalité de ses pièces, emploie plus de 600 personnes à travers le monde et exporte dans 55 pays.

## Divers

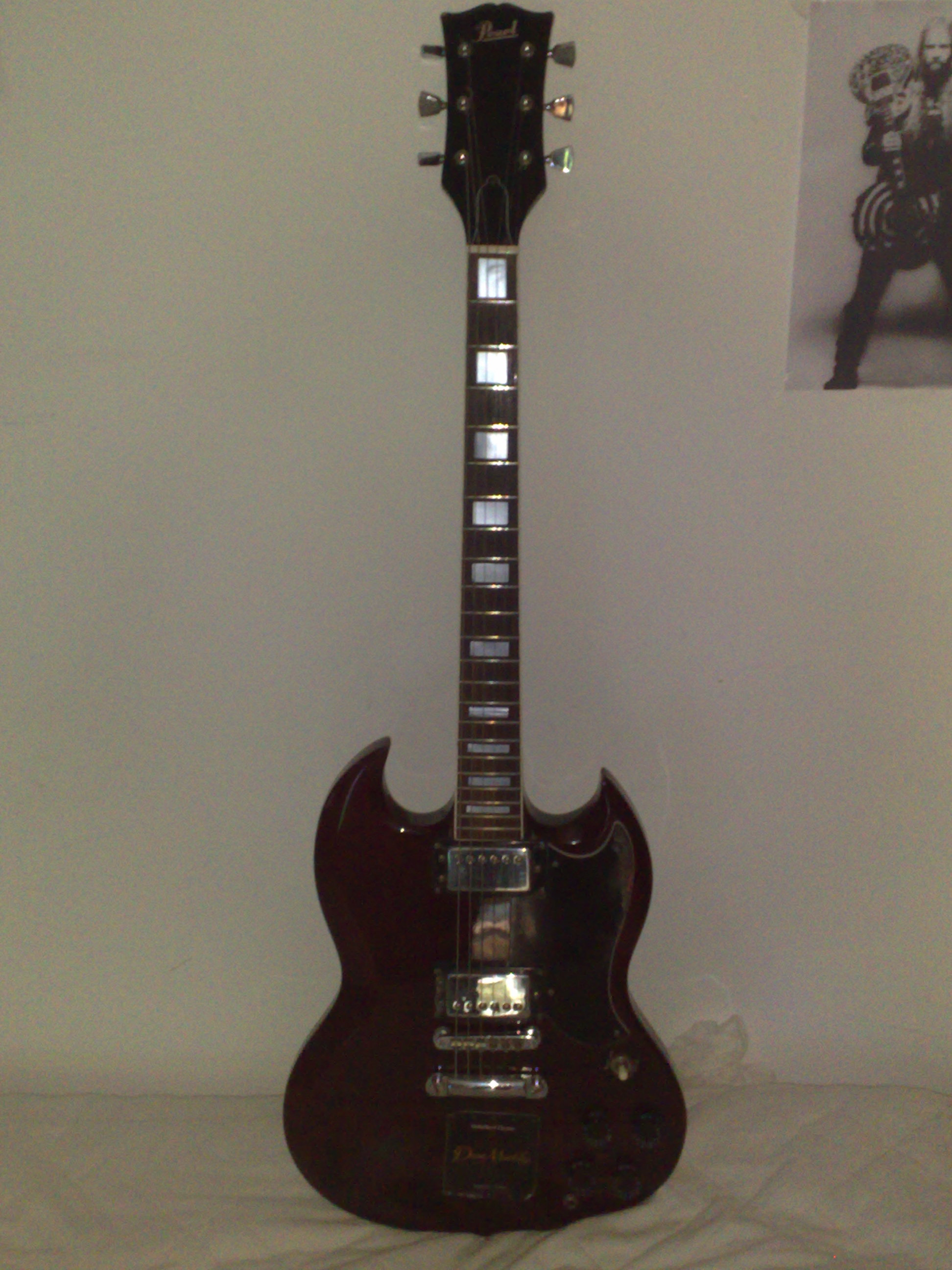
Un modèle rarissime de guitare électrique de forme Gibson SG de chez Pearl

Pearl s'est essayé à la fabrication de guitares électriques dans les années 1970, mais la Gibson Guitar Corporation a vite fait un procès car les modèles étaient très fidèles aux originaux et surtout beaucoup moins cher. Encore aujourd'hui, ce sont des modèles très rares que les propriétaires refusent de vendre. Le modèle ci-contre n'a ni lieu de fabrication, ni numéro de série gravé, ce qui prouve son exclusivité.

## Batteurs connus utilisant des batteries Pearl
- Yann Bouvignies ([])
- Jeff Porcaro (1954-1992) (Toto)
- Bill Berry (R.E.M.)
- Dave Buckner (Papa Roach)
- Igor Cavalera (Sepultura)
- Dennis Chambers
- David Cardoen
- Christophe Deschamps (Jean-Jacques Goldman, Pascal Obispo, Jean-Michel Jarre, etc.)
- Gérard Goron (Tri Yann)
- Adrian Erlandsson (ex-Cradle of Filth)
- Daniel Erlandsson (Arch Enemy)
- Ray Fean
- Ben Graves (Murderdolls)
- Josh Griffin (Some Zombies Run)
- Hellhammer (Mayhem, Dimmu Borgir)
- Joey Jordison (Slipknot)
- Tommy Lee (Mötley Crüe)
- Dave McClain (Machine Head)
- Matte Modin (Dark Funeral)
- Ian Paice (Deep Purple)
- Jaska Raatikainen (Children of Bodom)
- Scott Rockenfield (Queensrÿche)
- Eric Singer (Kiss)
- Raphael Modesto (The Soap Makers)
- Vinnie Paul (Pantera, Damageplan)
- Mike Wengren (Disturbed)
- Michael « Moose » Thomas (Bullet for My Valentine)
- Martin Skaroupka (Cradle of Filth)
- Fredrik Andersson (Amon Amarth)
- Laurent Faucheux (Les Enfoirés, Alain Souchon, etc.)
- Tico Torres (Bon Jovi)
- Jimmy Sullivan (1981-2009) (Avenged Sevenfold)
- Jason Rullo (Symphony X)
- Benjamin Bruyère (Paradoxale Fate)
- Mike Mangini (Dream Theater)
- Ben Johnston (Biffy Clyro)
- Denis Barthe (Noir Désir)
- Jon Larsen (Volbeat)
- Ashoor ZafarMoradian (Mazyar fallahi)
- Simon Raphael (OMNI, Les Citizen Foxes, Rock Industries)